# Kaakkosaari (ö och gränsmärke mellan Ruovesi och Mänttä-Filpula)
Kaakkosaari är en ö i Finland. Den ligger i sjön Iso-Tarjanne och i kommunerna Ruovesi och Mänttä-Filpula och landskapet Birkaland, i den södra delen av landet, 220 km norr om huvudstaden Helsingfors. Öns area är 0,6 hektar och dess största längd är 140 meter i sydöst-nordvästlig riktning. Gränsmärket finns på öns sydvästra udde, vilket gör att största delen av ön ligger i Ruovesi. Åt nordöst fortsätter gränsen mot västra udden av Kymmenpuu 0,3 kilometer bort och åt sydöst 1,9 kilometer till en plats ute i sjön.